# Clinton Hill (Brooklyn)

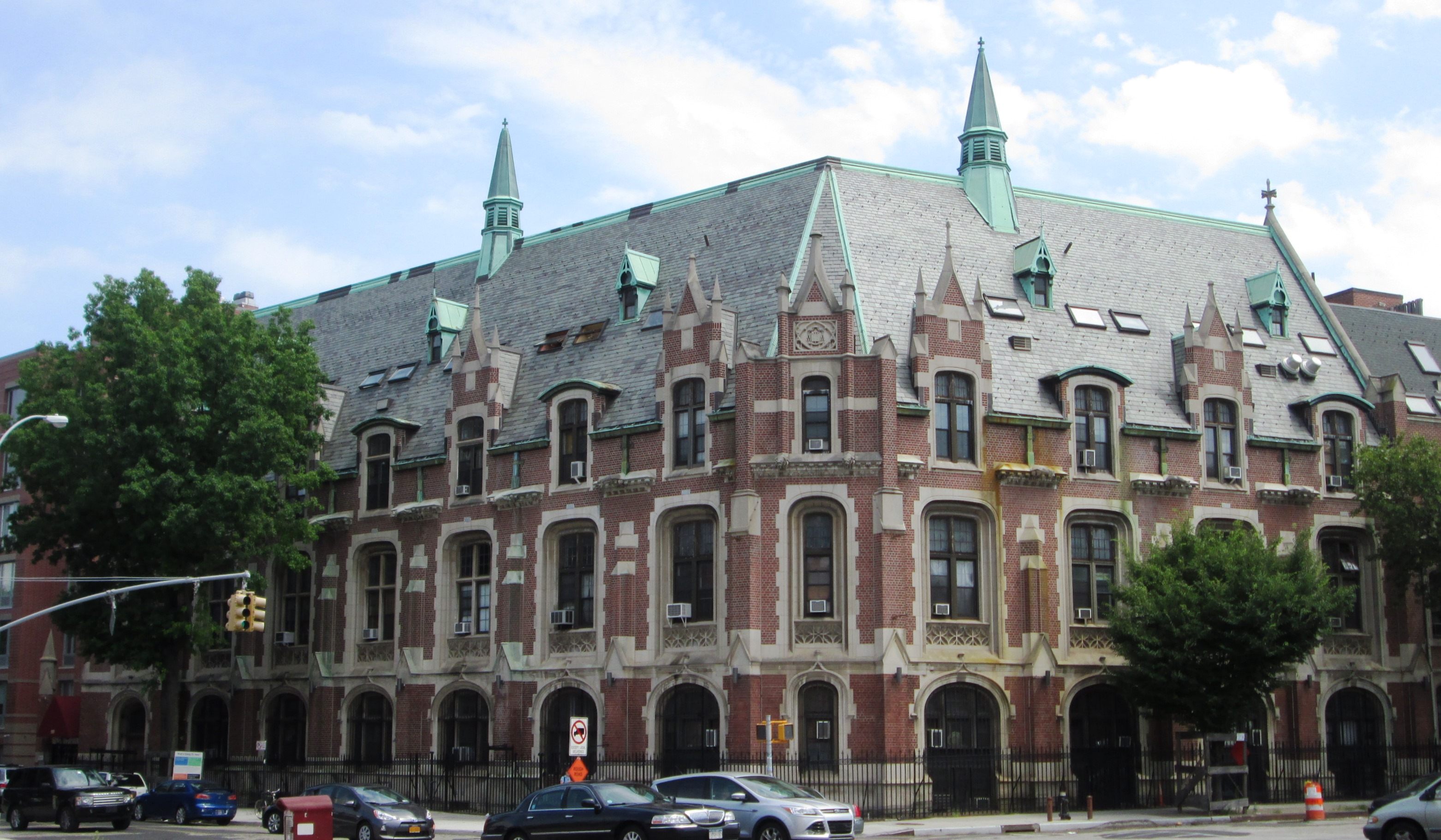
Cathedral College of the Immaculate Conception Brooklyn (1914), einst High School und College, heute Eigentumswohnungen

Clinton Hill ist ein Stadtteil im Nordwesten des Stadtbezirks Brooklyn in New York City. Knapp die Hälfte der Bewohner des Wohnviertels sind Weiße.
Laut US-Census lebten 2020 auf einer Fläche von 1,43 km² 28.433 Menschen. Clinton Hill ist Teil des Brooklyn Community District 2 und hat die Postleitzahlen 11205 und 11238. Der Stadtteil gehört zum 88. Bezirk des New Yorker Polizeidepartements und wird kommunal durch den 35. Bezirk des New York City Council vertreten.

## Lage
Clinton Hill wird von der Flushing Avenue und dem Stadtteil Brooklyn Navy Yard im Norden, der Vanderbilt Avenue und Fort Greene im Westen, der Atlantic Avenue und Prospect Heights im Süden sowie der Classon Avenue und Bedford-Stuyvesant im Osten begrenzt. Der Brooklyn–Queens Expressway (Interstate 278) durchquert den nördlichen Teil des Viertels. Bedeutende Hauptverkehrsstraßen sind die DeKalb Avenue und die Fulton Street.

## Beschreibung

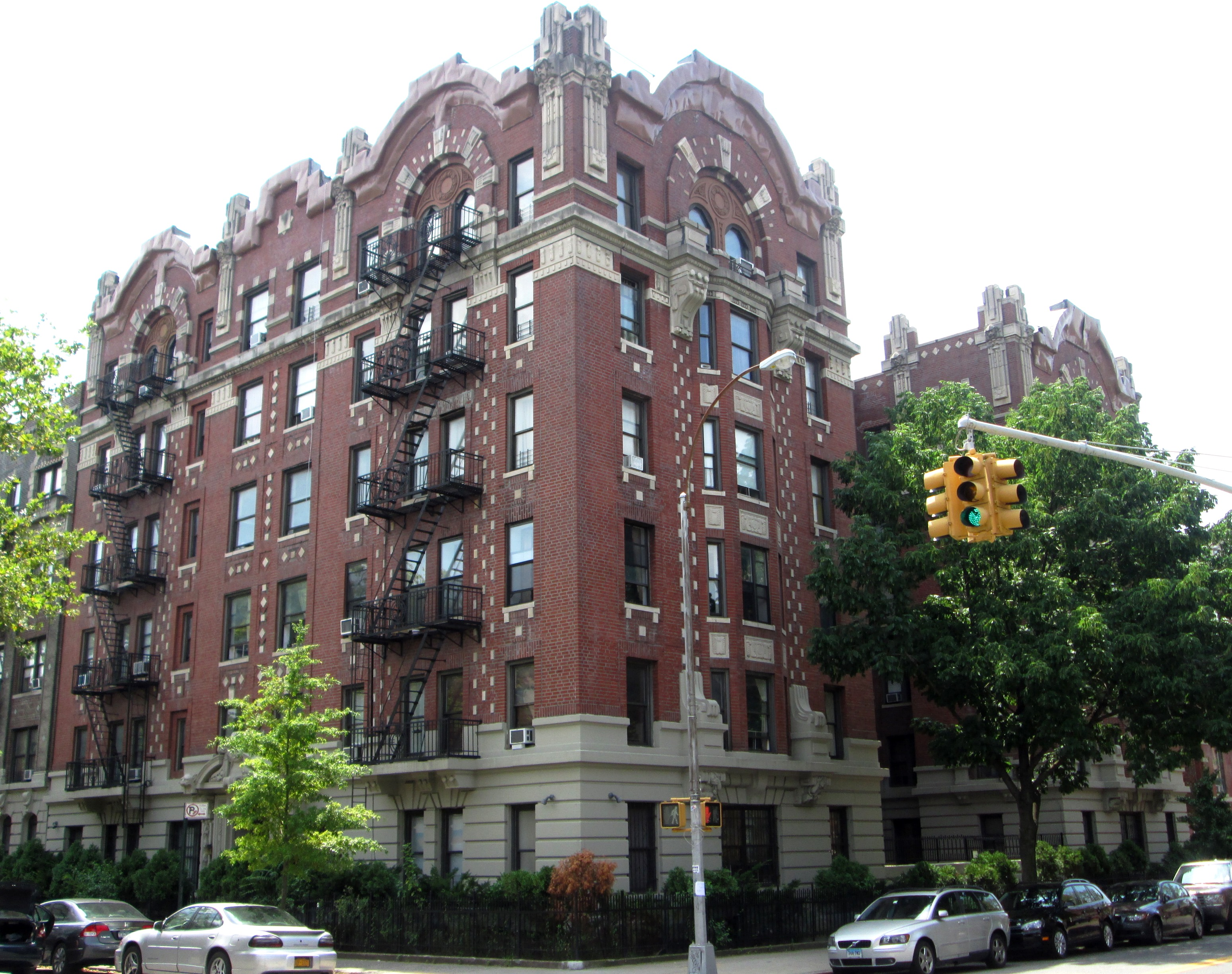
Royal Castle Apartments (1912)

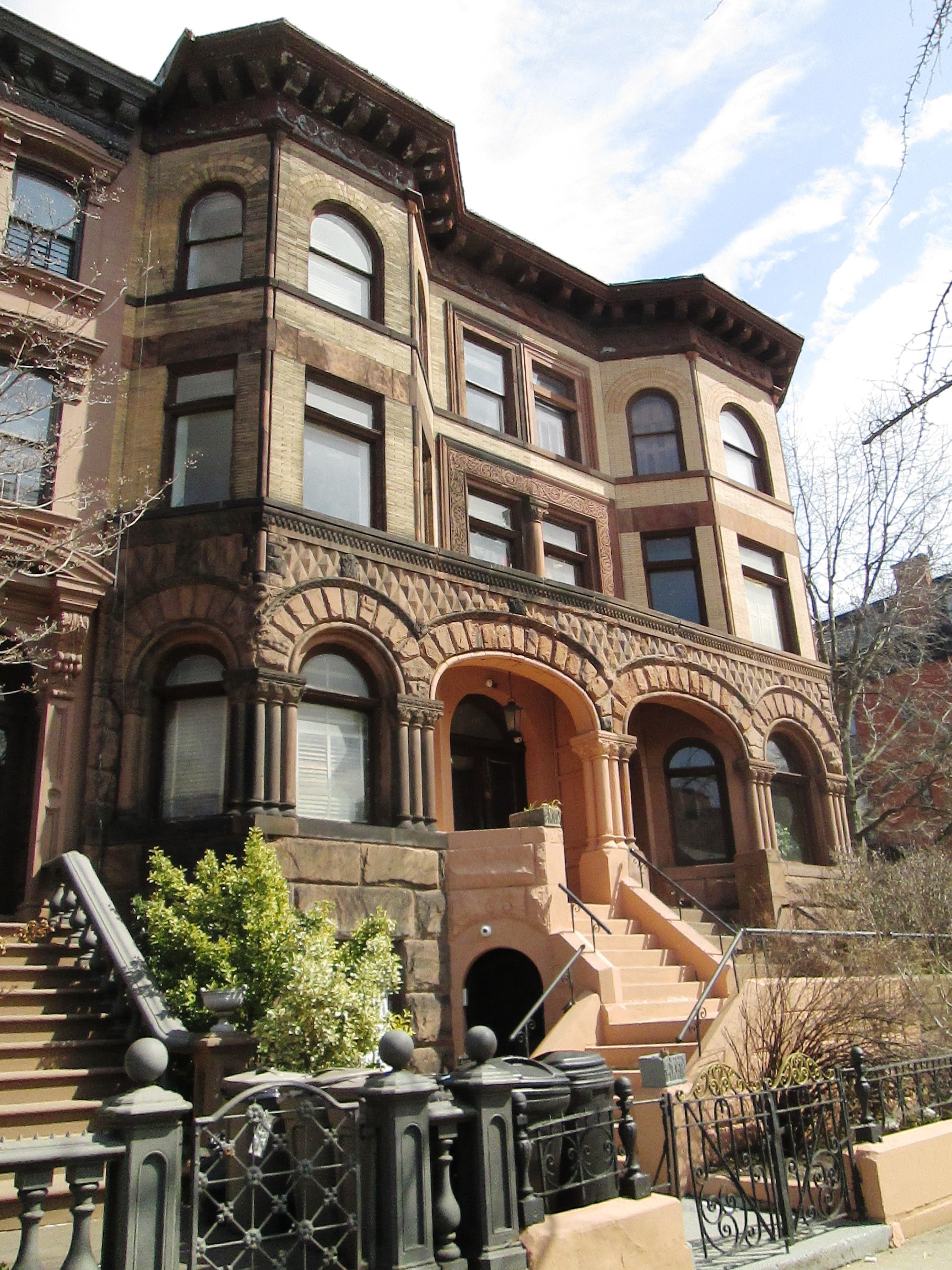
Haus in der Washington Avenue

Der Name des Viertels wurde von der Clinton Avenue hergeleitet, die wiederum nach dem New Yorker Gouverneur DeWitt Clinton (1769–1828) benannt wurde. Clinton Hill gilt als wohlhabender Stadtteil und ist von Mehrfamilienhäusern, Villen und Brownstone-Reihenhäusern geprägt. Im Viertel sind die private Universität Pratt Institute und das St. Joseph's College ansässig.
Niederländische und französische Siedler kauften 1670 die umliegenden Ländereien von den Lenape, um unter anderem Tabakplantagen anzulegen. Die Clinton Avenue wurde 1832 als Boulevard entlang eines Hügelkamms angelegt. George Washington Pine hatte 1846 das Land als ländlichen Rückzugsort für Städter gekauft und das Gebiet in Parzellen aufgeteilt. Diese wurden ab den 1860er Jahren mit Reihenhäusern bebaut, die das Viertel dominieren. Der Industrielle Charles Pratt (1830–1891) gründete 1887 die Universität Pratt Institute, deren Campus mehrere Blocks einnimmt und den Stadtteil prägt. Im 20. Jahrhundert ersetzte man einige Reihenhausanlagen und Villen durch große Wohnblocks.
Ab 1970 begann man die verbliebenen Brownstone-Häuser zu restaurieren. Der Clinton Hill Historic District wurde 1985 und der Clinton Hill South Historic District 1986 in das National Register of Historic Places aufgenommen. Die Historic Districts umfassen im Wesentlichen die in den 1870er und 1880er Jahren erbauten Villen der Clinton Avenue. Viele Gebäude, Reihenhäuser und Villen im Stil der Neugotik, der Beaux-Arts-Architektur und im Italienisierenden Stil sind denkmalgeschützt. In den 2000er Jahren setzte eine Gentrifizierung des Viertels mit dem Zuzug wohlhabender Bürger ein.

## Demografie
Im Jahr 2020 hatte das United States Census Bureau die statistischen Zählbezirke (Areas und Tracts) neu konfiguriert. Somit sind die vor 2020 erzielten Daten meist nicht mehr mit den ab 2020 erhobenen Daten vergleichbar, des Weiteren sind die Zählbezirke meist nicht deckungsgleich mit den Stadtteilgrenzen.
Laut Volkszählung von 2020 hatte Clinton Hill 28.433 Einwohner bei einer Einwohnerdichte von 19.883 Einwohnern pro km². Im Stadtteil lebten 12.489 (43,9 %) Weiße, 7.785 (27,4 %) Afroamerikaner, 3.442 (12,1 %) Hispanics und Latinos, 2.674 (9,4 %) Asiaten, 402 (1,4 %) aus anderen Ethnien und 1.641 (5,8 %) aus zwei oder mehr Ethnien.

## Verkehr

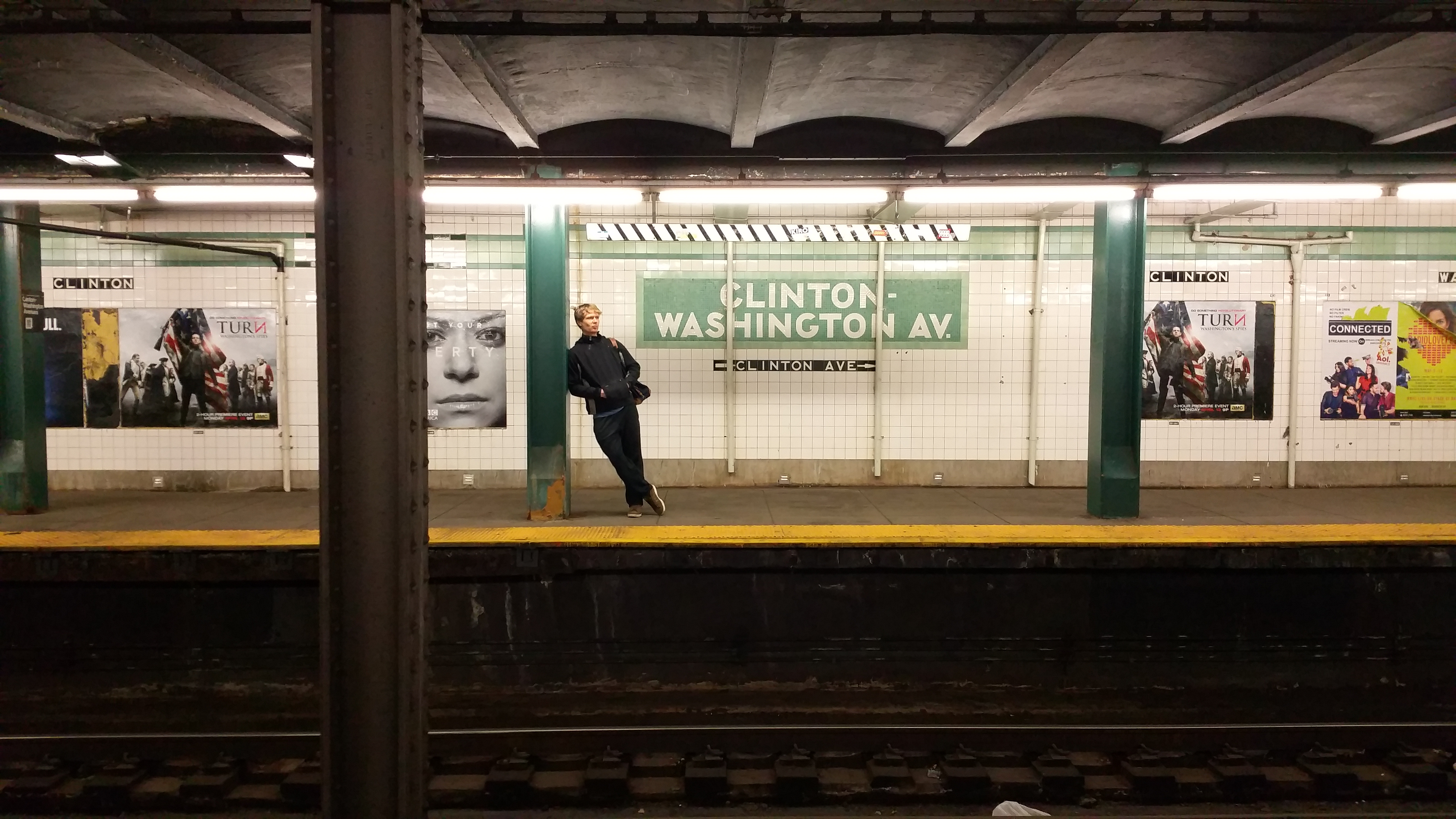
Station Clinton-Washington Av. der IND Crosstown Linie

Clinton Hill ist gut an das U-Bahn-Netz der New York City Subway angebunden. Durch den Stadtteil verläuft die IND Crosstown Line (Linie ) mit den beiden Stationen Classon Avenue und Clinton–Washington Avenues an der Lafayette Avenue. Die IND Fulton Street Line bedient mit den Linien  und  die Station Clinton–Washington Avenues an der Fulton Street. Im Auftrag der Metropolitan Transportation Authority (MTA) betreibt die MTA Regional Bus Operations mehrere Buslinien durch das Viertel. Auf dem Wasserweg erreicht man Clinton Hill mit der Astoria-Route von NYC Ferry, die in Brooklyn Navy Yard am 20. Mai 2019 einen neuen Fähranleger eröffnet hat.

## Persönlichkeiten
In Clinton Hill wurden geboren, wuchsen auf und/oder lebten und leben eine Reihe von bekannten Persönlichkeiten (Auswahl):
- Asa Akira (* 1985 oder 1986), Pornodarstellerin
- Ted Allen (* 1965), Autor und Moderator
- Lester Bowie (1941–1999), Jazzmusiker
- Charles F. Erhart (1821–1891), Mitbegründer des Pharmaunternehmens Pfizer
- Adrian Grenier (* 1976), Schauspieler
- Tehching Hsieh (* 1950), Künstler
- Talib Kweli (* 1975), Rapper
- The Notorious B.I.G. (1972–1997), Rapper
- David Paterson (* 1954), ehemaliger Gouverneur von New York (Bundesstaat)
- Rosie Perez (* 1964), Schauspielerin
- Letitia James (* 1958), Politikerin und Juristin, bekleidet das Amt des Attorney General
- Susan Sarandon (* 1946), Schauspielerin (Oscar)
- Barbara Stanwyck (1907–1990), Schauspielerin (Ehrenoscar)
- Walt Whitman (1819–1892), Dichter
- Jeffrey Wright (* 1965), Schauspieler